# Gobemouche pygmée
Ficedula hodgsoni
Espèce
Synonymes
- Muscicapella hodgsoni (Moore, 1854)[1]
- Nemura hodgsoni Moore, 1854[2]
- Niltava hodgsoni[1]

Statut de conservation UICN

 LC  : Préoccupation mineure
Le Gobemouche pygmée (Ficedula hodgsoni) est une espèce d'oiseaux de la famille des Muscicapidae. Cet oiseau vit de manière éparse à travers l'Est de l'Himalaya, le Yunnan et l'Asie du Sud-Est.

## Systématique
L'espèce Ficedula hodgsoni a été décrite pour la première fois en 1854 par l'entomologiste et ornithologue britannique Frederic Moore (1830–1907) sous le protonyme Nemura hodgsoni.

## Description
Dans sa description de 1854, l'auteur indique que cet oiseau mesure environ 86 mm.

## Liste des sous-espèces
Selon la classification de référence du Congrès ornithologique international (version 12.1, 2022) :
- Ficedula hodgsoni hodgsoni (Moore, 1854) — est de l'Himalaya, nord-ouest de l'Indochine et sud du Viêt Nam
- Ficedula hodgsoni sondaica (Robinson & Kloss, 1923) — Bukit Barisan, péninsule Malaise  et Bornéo

## Étymologie
Son épithète spécifique, hodgsoni, lui a été donnée en l'honneur du diplomate et naturaliste anglais Brian Houghton Hodgson (1800-1894) qui a présenté les spécimens étudiés. Son nom vernaculaire fait certainement référence à sa petite taille.